# Martin Andresen
Martin Andresen (* 2. Februar 1977 in Kråkstad) ist ein ehemaliger norwegischer Fußballspieler und heutiger -trainer. Derzeit steht er in Norwegen bei Vålerenga Oslo unter Vertrag.
Er gilt als eine der herausragendsten Spielerpersönlichkeiten Norwegens, der letzten zehn Jahre.
Von 2004 bis 2008 war er zwischenzeitlich Kapitän der norwegischen Fußballnationalmannschaft. 2003 wurde er als erster Stabæk Football-Spieler und erst zweiter nicht-Legionär zum Fußballer des Jahres in Norwegen gewählt.

## Vereinskarriere

### Karrierebeginn
Andresen begann seine Karriere im Alter von neun Jahren in der Jugend seines Heimatvereins Ski IL. Dort wurde er bereits früh vom norwegischen Verband entdeckt und debütierte bereits 14-jährig in der norwegischen U-15-Nationalmannschaft.
1995 erhielt er daraufhin seinen ersten Profivertrag bei Moss FK. Gleich in seiner ersten Spielzeit wurde er mit Molde Meister der 1. Divisjon und stieg in die Tippeligaen auf. In der Folgesaison folgte der unglückliche sofortige Abstieg mit dem Verein als Drittletzter. Andresen war auffälligster Moss-Spieler und avancierte mit 6 Saisontoren zum zweitbesten Torschützen seines Vereins.
In Folge unterschrieb er für ein Jahr beim damaligen Sensationsteam Viking Stavanger. Stavanger, welches nach dem Meistertitel 1991 in der Bedeutungslosigkeit hinter Rosenborg Trondheim verschwand, spielte lange Zeit um den Titel mit und war neben Brann Bergen eines der Teams, dem man zutraute die Vorherrschaft von Rosenborg zu beenden. Doch es kam anders. Stavanger hatte in der Offensive durch den zuvorigen Verkauf von Egil Østenstad keine Durchschlagskraft und wurde nur enttäuschender 8ter. Andresen war abermals auffälligster Akteur und beendete die Saison mit 8 Saisontoren als bester Torschütze seines Vereins.
1998 folgte er dem Ruf von Trainer Hans Backe, welcher Andresen als seinen absoluten Wunschspieler bezeichnete und wechselte ligaintern zu Stabæk Fotball. In Stabæk avancierte er endgültig zu einem der stärksten Spieler der Tippeligaen und gewann mit dem Pokal-Sieg bereits in seinem ersten Jahr einen Titel. Insgesamt absolvierte er in zwei Spielzeiten 54 Spiele, in denen ihm 16 Torerfolge gelangen. Gemeinsam mit Tobias Linderoth und Tommy Svindal Larsen bildete er zu dieser Zeit das stärkste Mittelfeld Norwegens, welches das Interesse verschiedener internationaler Vereine auf sich zog.

### Flop bei Wimbledon
Als Erster des Trios, wechselte Andresen daraufhin für die damalige Rekordablösesumme von umgerechnet ca. drei Millionen Euro zum FC Wimbledon in die englische Premier League.
Unter Trainer und Landsmann Egil Olsen kam er in Folge auch zu Einsätzen in Wimbledon, ohne dabei nur ansatzweise so zu überzeugen wie zuvor in Stabæk. Als Olsen wegen Erfolglosigkeit von Wimbledon entlassen und durch Terry Burton ersetzt wurde, kam er bei den Londonern nicht mehr zum Einsatz. Um einem Schicksal auf der Bank zu entgehen, ließ er sich daraufhin für drei Monate an Molde FK zurück in die Heimat ausleihen.
Jedoch konnte er auch bei Molde nicht vollends überzeugen und erzielte in 9 Saisoneinsätzen lediglich 1 Tor. Daraufhin kehrte er zu Wimbledon zurück, dass während seiner Leihzeit in die Division One abgestiegen war. Um sein Gehalt einzusparen, ließ man ihn daraufhin ablösefrei zurück nach Stabæk wechseln.

### Superstar bei Stabæk
Zurück in Stabæk spielte er daraufhin stärker als jemals zuvor. Mit Andresen belegte man immer einen Platz unter den Top 5 der Liga und spielte zwischenzeitlich für norwegische Verhältnisse äußerst spektakulären Fußball. 2002 folgte für Andresen die Ernennung zum Mannschaftskapitän. In der Saison 2003 avancierte er zum überragenden Mann der norwegischen Liga. Nach den Abgängen von Linderoth zum FC Everton und Svindal-Larsen zum 1. FC Nürnberg, hatte Stabæk mit Christian Wilhelmsson nur mehr einen namhaften Spieler in der Mannschaft und wurde als Abstiegskandidat gehandelt. Doch Andresen wuchs über sich hinaus und hielt die Mannschaft mit herausragenden Leistungen fast die gesamte Saison über im Titelkampf. Zum Ende der Saison belegte man den 3. Tabellenrang und Andresen erhielt zwei Kniksenprisen für den besten Mittelfeldspieler Norwegens bzw. die Auszeichnung zum Spieler des Jahres.

### Verletzungspech in Blackburn
Es folgten abermals mehrere Vertragsangebote verschiedener ausländischer Vereine, die jedoch aufgrund der hohen Ablöseforderung von Stabæk scheiterten. Da Andresen es jedoch noch einmal im Ausland versuchen wollte, einigte sich der Verein daraufhin mit den Blackburn Rovers über einen Wechsel auf Leihbasis. In einem von Blackburn Manager Graeme Souness, durch unzählige Transfers aufgeblähten Blackburn Kader, erhielt er abermals auf Anhieb einen Stammplatz und spielte bis zum Saisonende der Spielzeit 2003/04 einen soliden Part im Mittelfeld der Rovers. Zur Saison 2004/05 verletzte er sich erstmals in seiner Karriere schwer und verpasste die gesamte Vorbereitung des Vereins. Mark Hughes, der in der Zwischenzeit den Posten des erfolglosen Souness übernommen hatte, versuchte indes den aufgeblähten Kader zu entschlacken und nach seinen Vorstellungen umzubauen. In Folge wurde der rekonvaleszente Andresen nach Stabæk zurückgeschickt.

### Abstieg mit Stabæk
Stabæk war unterdessen nach den Abgängen von Wilhelmsson und Andresen in den Abstiegskampf der Liga geraten. Der Verein benötigte dringend einen Führungsspieler, der die Mannschaft vor dem Abstieg bewahrt. Alle Hoffnungen ruhten nun auf dem "verlorenen Sohn", der zur Rettung zurückgekehrt war. Doch Andresen war immer noch nicht fit und schleppte die Verletzung aus Blackburn-Tagen mit sich. Trotz nicht ausgeheilter Verletzung spielte er noch 13 Spiele für Stabæk, ohne jedoch den Abstieg verhindern zu können. Andresen gab daraufhin bekannt, nicht in der zweiten Liga spielen zu wollen, woraufhin der Verein sein Einverständnis für Vertragsverhandlungen gab. Da Stabæk für den frischgebackenen Nationalmannschaftskapitän abermals eine horrende Ablösesumme forderte, gestaltete sich der Wechsel problematisch. Nachdem bereits der finanziell potenteste norwegische Verein Rosenborg abgesprungen war, spielten sich die Verhandlungen nur mehr zwischen Vålerenga Oslo und Brann Bergen ab.

### Meister mit Brann Bergen
Am 23. Dezember 2004 gab Brann Bergen die Verpflichtung von Andresen für die Klubrekordsumme von umgerechnet ca. € 2 Mio,- bekannt.
Es folgte eine enttäuschende erste Saison, in der er durch unzählige Verletzungen gebremst wurde. Brann belegte zum Ende der Spielzeit lediglich den enttäuschenden 6. Tabellenplatz, welcher durch den finanziellen Aufwand, den der Verein in der Transferphase betrieben hatte, vor allem Andresen in die Kritik brachte. Für weitere Aufregung sorgte die norwegische Presse, die vom Anspruch Andresens, als Nationalmannschaftskapitän, auch die Kapitänsbinde im Verein tragen zu wollen berichteten. Dies sorgte für Unstimmigkeiten zwischen ihm und dem damaligen, in Bergen äußerst beliebten, Brann-Kapitän Cato Guntveit. Nach einer schlimmen Verletzung Guntveits, welche ihn die gesamte Saison 2006 zum Zusehen zwang, erledigte sich die Kontroverse von selbst. Andresen wurde von Brann-Trainer Mons Ivar Mjelde zum Kapitän ernannt.
Auch die Kritiker verstummten, als Andresen seine Form in der Saison stabilisieren konnte und die Mannschaft zum Vizemeistertitel führte.
2007 folgte der endgültige Triumph mit dem Gewinn des Meistertitels, welcher zugleich die erste Meisterschaft für Brann seit dem Jahr 1963 darstellte. Andresen war wieder einmal der überragende Mann im Mittelfeld, was ihm auch eine Nominierung in die Mannschaft des Jahres einbrachte. Bei der Wahl zum Spieler des Jahres musste er sich jedoch von John Carew und seinem groß aufspielenden Nachfolger bei Stabæk Alanzinho, geschlagen geben.

### Spielertrainer in Oslo

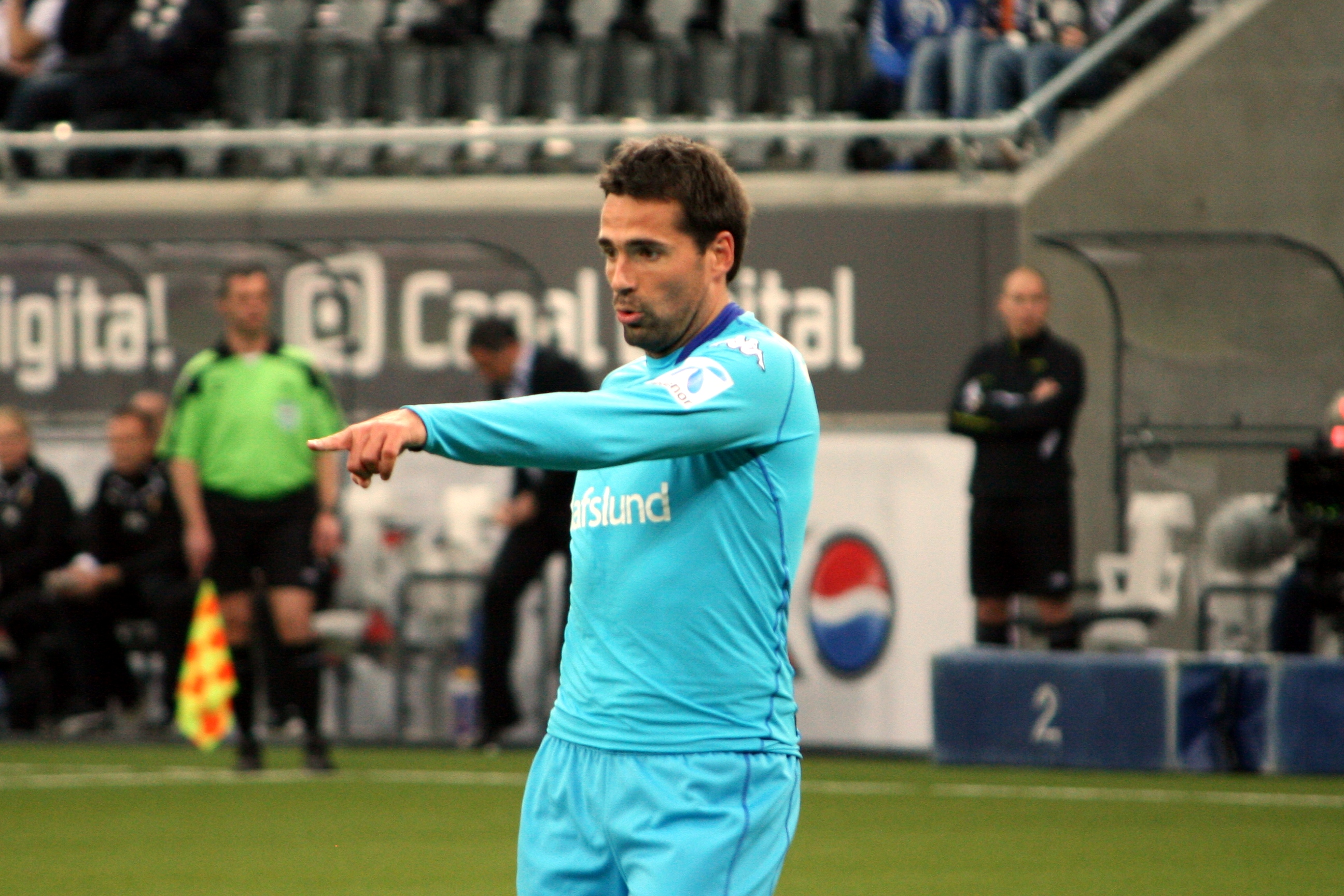
Andresen als Spielertrainer von Vålerenga

Zur Folgesaison unterzeichnete er einen Dreijahresvertrag als Spielertrainer bei Vålerenga Oslo. So kam es mit dreijähriger Verspätung doch noch zu einer Verpflichtung Andresens. In Oslo übernimmt er seitdem den Part des Mannschaftstrainers und Vollzeit-Spielers. Mit in seinem Team befinden sich noch 5 weitere Trainer für individuelle Bereiche. In seiner ersten Saison konnte er in einem packenden Pokalfinale, welches ausgerechnet gegen Andresens früheren Verein Stabæk Fotball mit 4:1 gewonnen wurde, gleich einen Titelgewinn feiern, der über einen eher enttäuschenden Endrang 10 hinwegtröstete. Als Spieler kam er zu 23 Saisoneinsätzen mit einem Torerfolg. In der Saison 2009 konnte er aufgrund eines Hämorrhoiden-Leidens lediglich 17 Saisoneinsätze absolvieren. Vålerenga ist aus dem Titelrennen und liegt auf einem abgesicherten Mittelfeldplatz.

## Nationalmannschaft
Andresen kam bereits in der U-15 Auswahl seines Landes zum Einsatz. Es folgten Einberufungen in alle Jugendauswahlmannschaften Norwegens.
Ab 1997 war er Kapitän der norwegischen U-21 Nationalmannschaft.
Am 15. August 2001 debütierte er im Freundschaftsspiel gegen die Türkei für die Norwegische Fußballnationalmannschaft. Daraufhin lief er in den restlichen Qualifikationsspielen zur Fußball-Europameisterschaft 2004 in Griechenland auf, für die sich Norwegen jedoch nicht qualifizieren konnte.
Als er während seiner Zeit bei Blackburn seinen Platz in der Stammformation der Norweger zu verlieren drohte, fand er in John Carew einen großen Fürsprecher. Carew machte sich für die Beibehaltung Andresens als Stammspieler stark, auch wenn er bei Blackburn nur sporadisch zum Einsatz kam. Daraufhin untermauerte auch Andresen seine Wichtigkeit für die Mannschaft und schoss das Siegtor beim 1:0 gegen Serbien&Montenegro in Belgrad. Trainer Åge Hareide überraschte vor dem Spiel, als er ihn das erste Mal die Kapitänsbinde übertrug. Einen Monat darauf gelang ihm in einem denkwürdigen 3:2 gegen Russland ebenfalls ein Torerfolg, wodurch er seinen Führungsanspruch endgültig untermauerte.
Daraufhin wurde er noch vor der Qualifikation zur Fußball-Weltmeisterschaft 2006 in Deutschland von Trainer Åge Hareide zum offiziellen Nationalmannschaftskapitän ernannt. Zuvor hatte er sich diese Funktion mit dem früheren etatmäßigen Kapitän Claus Lundekvam geteilt. In Folge führte er die Mannschaft in 7 Einsätzen als Kapitän in die Qualifikation, wo man den 2. Tabellenrang hinter Italien und somit die Barrage-Spiele erreichen konnte. In diesen unterlag man zwei Mal unglücklich mit 1:0 gegen Tschechien und verpasste somit die Qualifikation. In beiden Ausscheidungsspielen konnte Andresen verletzungsbedingt nicht mitwirken.
Es folgte die Qualifikation zur Europameisterschaft 2008 in Österreich und der Schweiz. Lange sah es in dieser Gruppe nach der Qualifikation der Mannschaft aus, ehe man im entscheidenden Spiel gegen Mitfavorit Türkei verlor. Zuvor hatte Andresen noch 10 Qualifikationsspiele für Norwegen bestritten, ehe er abermals in einem entscheidenden Spiel verletzungsbedingt ausfiel. Norwegen wurde hinter Europameister Griechenland und der Türkei lediglich Dritter und konnte sich nicht qualifizieren.
Somit blieb Andresen eine Teilnahme an einem großen Fußballturnier mit Norwegen verwehrt.
Als Ende 2008 seine Erkrankung akut wurde und er für einige Länderspiele ausfiel, gab er sein Kapitänsamt an Fulham-Legionär Brede Hangeland weiter.
Bis dato (Oktober 2009) absolvierte er 43 Länderspiele für Norwegen, in denen er 3 Tore schoss.
Andresen ist Inhaber der "Goldenen Uhr", diese wird jedem norwegischen Nationalspieler verliehen, der über 25 A-Mannschaftseinsätze absolviert hat.

## Erfolge

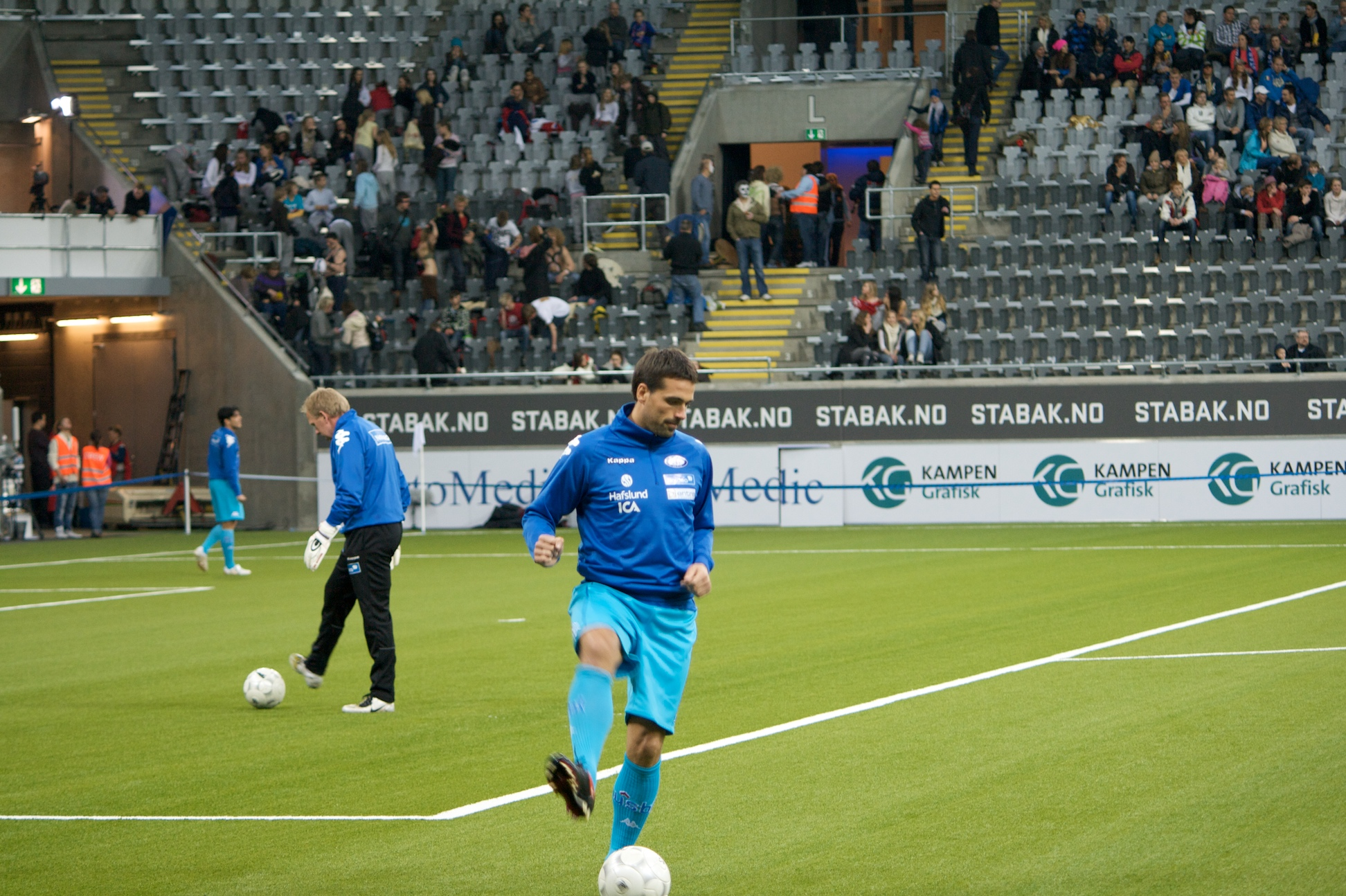
Andresen als Vålerenga-Spieler bei der Rückkehr nach Stabæk

### Im Verein
- 1× Meister Tippeligaen: 2007
- 1× Meister 1. Divisjon: 1995 (zweithöchste Spielklasse)
- 2× Vizemeister Tippeligaen: 1997, 2006
- 1× Cup Sieger: 1998

### Als Spieler
- 1× Fußballer des Jahres: 2003
- 1× Mittelfeldspieler des Jahres: 2003
- Inhaber der "Goldenen Uhr" (43 Länderspieleinsätze)